# 펩시 바퀴벌레 매트
펩시 바퀴벌레 매트는 일본 우익이 활동의 장소에 반입한 깃발이다.

## 요약
이 국기는 것은 한국 국기와 비슷한 디자인이었다. 이 깃발 디자인은 펩시 콜라 로고와 바퀴벌레가 그려져 있다고 했다. 참가자 중에 깃발을 땅에 두고 밟고 있는 사람도 있었다.
인터넷 사용자들 사이에서는 이 펩시 콜라의 로고이라는 변명은 통하지 않고 항의를 하게 되었다. 일본에서 법률상 외국의 국기를 훼손하는 것은 금지되어 있기 때문에 이런 일을 하면 범죄가 될 수 있다.
2013년에 책의 중의원 회관에서 한국인을 차별하는 스티커가 판매되고 있었다. 이 스티커는 여러 디자인이 존재하고 있으며, 그 중 하나가 펩시 바퀴벌레 매트였다. 이것은 중의원 회관 회의실을 학습회에서 사용하기 위해 빌린 시민 단체가 하고 있던 것이었다.
2014년 일본 교토에서 경매에 나와 있던 건물 내부에 깨진 펩시 바퀴벌레 매트가 그려져 있는 종이가 붙어 있던 것이 존재했다. 이는 한일 단교라고 쓰여져 거실과 부엌, 욕실 등의 다양한 방 벽에 부착되어 있었다.